# برزلی
برزلی روستایی است تاریخی که در استان خراسان شمالی، بخش مرکزی شهرستان شیروان، دهستان گلیان قرار دارد. این روستا که از آب و هوای کوهستانی و سرد برخوردار است، در فاصله‌ای ۳۵ کیلومتری از شیروان قرار دارد. اهالی این روستا به زبان تاتی تکلم می‌کنند.
در لغت نامه دهخدا چاپ سال ۱۳۱۹ در باره روستای برزلی این چنین آمده‌است: ««دهی است از دهستان گلیان بخش شیروان شهرستان قوچان. سکنه آن ۷۲۳ تن است»».
جمعیت فعلی این روستا (سرشماری ۱۳۸۵) ۷۵ خانوار و ۲۷۷ نفر سکنه می‌باشد که به کار کشاورزی، باغداری و دامداری مشغولند.روستای برزل آباد شیروان نیز در نتیجه کوچ برخی از اهالی روستای برزلی بوده است.

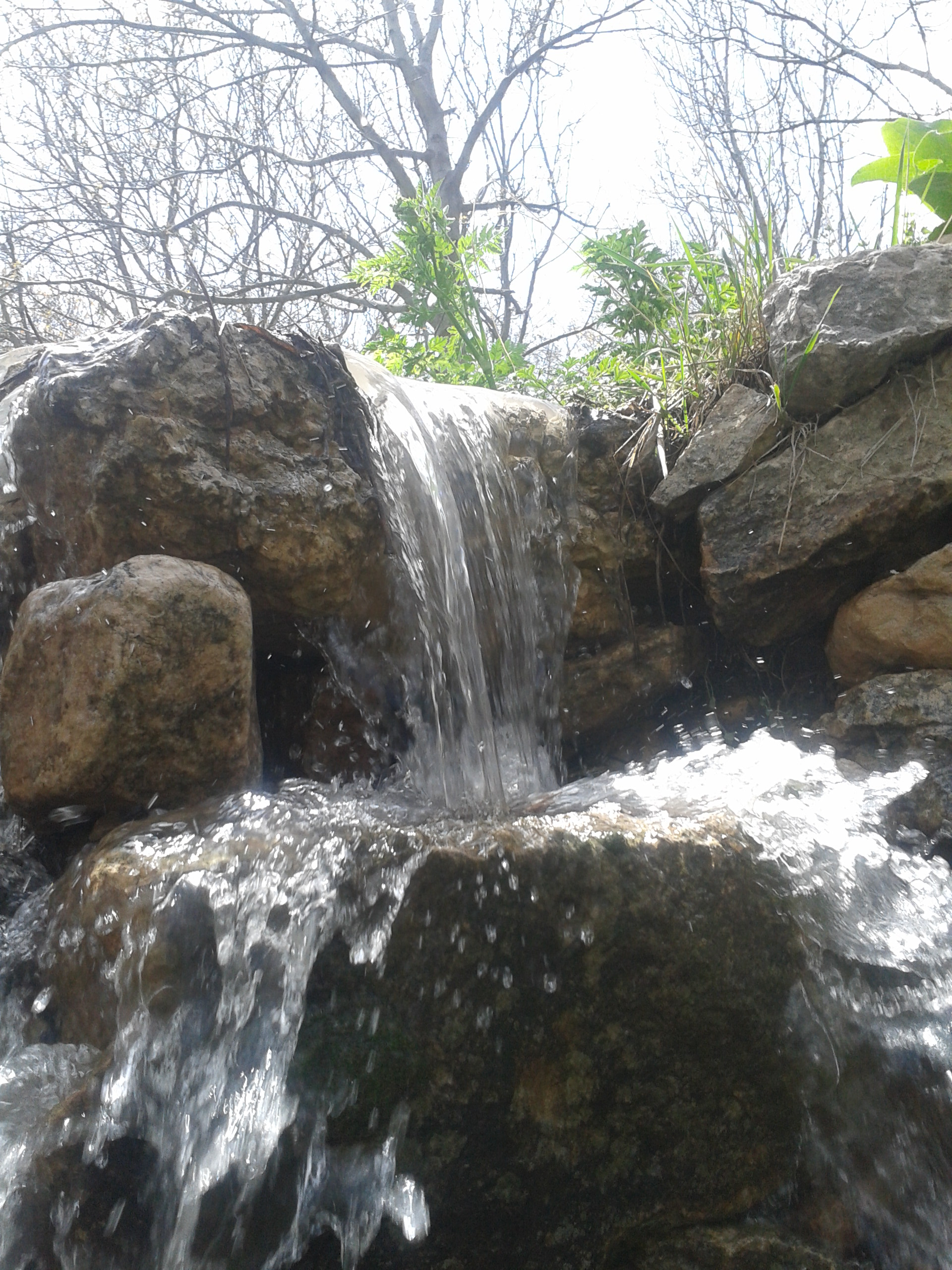
نمایی از یک چشمه در روستای برزلی (شیشلدر)